# أرنالدو كاتيناري
أرنالدو كاتيناري (بالإيطالية: Arnaldo Catinari)‏ (و. 1964  م) هو مصور سينمائي، ومخرج أفلام، وكاتب سيناريو إيطالي، ولد في بولونيا.

## التعليم
تعلم في جامعة فلورنسا، وتعلم في المركز التجريبي للتصوير السينمائي ‏
.

## وصلات خارجية
- أرنالدو كاتيناري على موقع IMDb (الإنجليزية)
- أرنالدو كاتيناري على موقع قاعدة بيانات الأفلام العربية
- أرنالدو كاتيناري على موقع ألو سيني (الفرنسية)
- أرنالدو كاتيناري على موقع أول موفي (الإنجليزية)
- أرنالدو كاتيناري على موقع قاعدة بيانات الأفلام السويدية (السويدية)
- أرنالدو كاتيناري على موقع قاعدة بيانات الفيلم (الإنجليزية)
- أرنالدو كاتيناري على موقع كينوبويسك (الروسية)